# Временно правителство на националната отбрана
Временното правителство на националната отбрана (на гръцки: Προσωρινή Κυβέρνηση της Εθνικής Αμύνης) е паралелна гръцка власт по време на ПСВ, създадена в град Солун от бившия министър-председател Елефтериос Венизелос. Временното правителство на националната отбрана е в опозиция и съперничество за централната власт спрямо легитимното гръцко кралско правителството в Атина по това време.
Създаването на това второ гръцко правителство с на практика втора гръцката държава има своите корени в гръцкия дебат за влизането, или нe, във войната на страната на Антантата - за което настоява Венизелос, и в разлика от предпочитащия неутралитета крал Константинос I. Това разногласие скоро започва да се разделя гръцкото общество около двамата лидери и се стига до „националната схизма“. Венизелос е привърженик на английската либерална демокрация, а кралят е почитател на пруския милитаризъм.
Временното правителство на националната отбрана просъществува до юни 1917 г. /от септември 1916 г. на остров Крит/, когато съглашенските военни сили принуждават Константин I да абдикира под предлог италианската окупация на Епир след прогласяването на автономна албанска република Корча, което позволява на Венизелос да се завърне в Атина като министър-председател на единна държава. Въпреки това, създаването на временното правителство на националната отбрана /от българите както се изразява многократно Венизелос, т.е. че не е насочено срещу краля и монархията/ задълбочава разрива по националната схизма, и допринася за последвалата малоазийска катастрофа.
Още в началото на 1915 г., т.е. преди българското лято на 1915 година, Венизелос се съгласява за участието на Гърция в печалната дарданелска операция, срещу териториални компенсации за Гърция в Мала Азия. Това е действителната причина за първоначалното дебаркиране на съглашенците в Солун, което се случва и преди влизането на Царство България в ПСВ - на 22 септември 1915 г. Предходно, през май 1915 г., либералната партия на Венизелос печели изборите в Гърция и формира правителство, което е разпуснато от краля. Когато България мобилизира срещу Сърбия, Венизелос нарежда гръцка контрамобилизация и дава разрешение за стоварването на военни сили на Антантата в Солун. През декември 1915 г. Венизелос дава и разрешение остатъците от разбитата от българската армия - сръбска армия, да бъдат прехвърлени и настанени на остров Корфу, където е и взето решението за създаване на бъдещо кралство на сърби, хървати и словенци с декларация от Корфу.